# South Dakota Commissioner of School and Public Lands
Der South Dakota Commissioner of School and Public Lands gehört zu den konstitutionellen Ämtern des Staates South Dakota. Der Amtsinhaber wird durch die wahlberechtigte Bevölkerung von South Dakota für eine vierjährige Amtszeit gewählt. Eine Person darf maximal zwei aufeinanderfolgende Amtszeiten als Commissioner of School and Public Lands dienen. Eine Amtszeit verläuft gleichzeitig mit der Amtszeit des Gouverneurs von South Dakota.
Im Fiskaljahr 2014 hatte die Behörde vom South Dakota Commissioner of School and Public Lands ein Budget in Höhe von 839.955 Dollar.
Der aktuelle Amtsinhaber ist Ryan Brunner, der seinen Posten im Januar 2015 antrat.

## Aufgaben und Pflichten
Die Aufgaben des South Dakota Commissioners of School and Public Lands sind im Artikel VIII. der Verfassung von South Dakota beschrieben.
Das Amt wurde hauptsächlich geschaffen zwecks Beaufsichtigung der Ländereien, welche die Bundesregierung zur pädagogischen Nutzung bestimmt hatte. Im Abschnitt 4 werden Details für die Beurteilung solcher Schulländereien aufgeführt, die verkauft werden können. Dabei sitzt der Commissioner of School and Public Lands in einem Gutachterausschuss, die alle Schulländereien beurteilen, welche verkauft werden sollen. In diesem Ausschuss sitzt auch der State Auditor und der County Superintendent of Schools. Nachdem Abschnitt 6 müssen alle Verkäufe durch das Büro des Commissioners of School and Public Lands erfolgen. Dabei unterliegen alle Verkäufe der Genehmigung durch den Gouverneur von South Dakota. Abschnitt 9 beschreibt die Rolle des Commissioners of School and Public Lands bei der Vermietung dieser Ländereien.
Gelder, die aus dem Verkauf und Vermietung dieser Ländereien sowie ihrer Abbaurechte stammen, werden für die Finanzierung von Bildung im Staat verwendet.
Andere Aufgaben vom Commissioner of School and Pulic Lands umfassen folgende Punkte:
- Managen des permanenten Treuhandfonds
- Zuteilen und Aufrechterhalten von Weidelandschaften
- Inspektion und Reparatur von staatseigenen Civilian Conservation Corps (CCC) und Works Progress Administration (WPA) Dämmen
- Ermittieren und Überwachen aller Pachten an Bergbaurechten für den Staat
- Kontrolle hinsichtlich schädlichem Marihuana an Schulen und öffentlichen Ländereien, staatlichen Dämmen und sich dahinschlängenden Seen
- Aufzeichnung von Landtransaktionen hinsichtlich Nutzungsrechten an Rechts- und Staatsländereien
- Kauf und Verkauf von Eigentum, wie von der Legislative oder anderen Staatsstellen verlangt
- Erteilung von Genehmigungen für seismische Messungen auf staatseigenen Mineralgebieten

## Vakanz
Nach den South Dakota Codified Laws wird der Posten des South Dakota Commissioners of School and Public Lands vakant, wenn einer der folgenden Gründe vorliegt:
- Tod,
- Rücktritt,
- vom Posten enthoben,
- nicht erfüllte Kriterien, welche vom Gesetz gefordert sind,
- ist kein Einwohner des Staates mehr,
- eine Verurteilung wegen einer anrüchigen Straftat oder irgendeines Vergehens, welche eine Verletzung des offiziellen Amtseides entspricht, vorliegt oder
- ein bestätigter Vertragsbruchs hinsichtlich einer offiziellen Anleihe durch ein Gericht.

Sofern eine Vakanz bei dem South Dakota Commissioner of School and Public Lands nach dem 1. Mai in einem geradzahligen Jahr vorliegt, ernennt der Gouverneur von South Dakota einen Ersatzmann für die verbleibende Amtszeit des Commissioners of School and Public Lands. Wenn aber die Vakanz vor dem 1. Mai in einem geradzahligen Jahr vorliegt, muss der Posten mittels einer Wahl besetzt werden. Eine Ausnahme bildet das Jahre, indem die Amtszeit normalerweise endet. Eine Person, die zum Commissioner of School and Public Lands gewählt wurde um eine Vakanz zu füllen, tritt unmittelbar nach der Wahl seinen Posten an.

## Liste der South Dakota Commissioners of School and Public Lands
| #  | Commissioner of School and Public Lands | Amtszeit  | Parteizugehörigkeit |
| -- | --------------------------------------- | --------- | ------------------- |
| 1  | Osmer H. Parker                         | 1889–1891 | Republikaner        |
| 2  | Thomas H. Ruth                          | 1891–1895 | Republikaner        |
| 3  | John L. Lockhart                        | 1895–1899 | Republikaner        |
| 4  | David Eastman                           | 1899–1903 | Republikaner        |
| 5  | C.J. Bach                               | 1903–1907 | Republikaner        |
| 6  | O.C. Dokken                             | 1907–1911 | Republikaner        |
| 7  | F.F. Brinker                            | 1911–1913 | Republikaner        |
| 8  | Fred Hepperle                           | 1913–1917 | Republikaner        |
| 9  | N.E. Knight                             | 1917–1925 | Republikaner        |
| 10 | O.P.J Engstrom                          | 1925–1933 | Republikaner        |
| 11 | Ben Strool                              | 1933–1939 | Demokrat            |
| 12 | Earl A. Hammerquist                     | 1939–1943 | Republikaner        |
| 13 | John A. Lunden                          | 1943–1949 | Republikaner        |
| 14 | Bernard Linn                            | 1949–1971 | Republikaner        |
| 15 | Ralph Ginn                              | 1971–1972 | Republikaner        |
| 16 | George D. Kane                          | 1972–1979 | Demokrat            |
| 17 | John J. Gerken                          | 1979–1983 | Republikaner        |
| 18 | F. Julian Cheney                        | 1983      | Republikaner        |
| 19 | David L. Volk                           | 1983–1984 | Republikaner        |
| 20 | John J. Gerken                          | 1984      | Republikaner        |
| 21 | Sheldon E. Cotton                       | 1984–1987 | Republikaner        |
| 22 | Timothy H. Amdahl                       | 1987–1990 | Republikaner        |
| 23 | Curtis J. Johnson                       | 1991–2003 | Demokrat            |
| 24 | Bryce Healy                             | 2003–2007 | Demokrat            |
| 25 | Jarrod Johnson                          | 2007–2013 | Republikaner        |
| 26 | Vernon L. Larson                        | 2013–2015 | Republikaner        |
| 27 | Ryan Brunner                            | seit 2015 | Republikaner        |